# 러핑세
| 기                                          | 세             | 절           | 백만년전    |
| ------------------------------------------- | -------------- | ------------ | ----------- |
| 트라이아스기                                | 전세           | 인더스절     | younger     |
| 페름기                                      | 러핑세         | 창싱절       | 251.0–253.8 |
| 페름기                                      | 러핑세         | 우자핑절     | 253.8–260.4 |
| 페름기                                      | 과달루페세     | 캐피탄절     | 260.4–265.8 |
| 페름기                                      | 과달루페세     | 워드절       | 265.8–268.0 |
| 페름기                                      | 과달루페세     | 로드절       | 268.0–270.6 |
| 페름기                                      | 시수랄리아세   | 쿤구르절     | 270.6–275.6 |
| 페름기                                      | 시수랄리아세   | 아르틴스크절 | 275.6–284.4 |
| 페름기                                      | 시수랄리아세   | 사크마라절   | 284.4–294.6 |
| 페름기                                      | 시수랄리아세   | 아셀절       | 294.6–299.0 |
| 석탄기                                      | 펜실베이니아기 | 그젤절       | older       |
| IUGS에 따른 페름기의 구분. 2009년 7월 기준. |                |              |             |

러핑세(Lopingian)는 페름기의 마지막 세이다. 중국 장시성의 러핑시에서 이름을 가져왔다.

## 같이 보기
- 지질 시대